# Циммерман, Кристоф
Кристоф Циммерман (нем. Christoph Zimmermann; 12 января 1993, Дюссельдорф) — немецкий футболист, защитник клуба «Дармштадт 98».

## Клубная карьера
Циммерманн присоединился к «Боруссии» (Дортмунд) II в 2014 году, перейдя из второго команды мёнхенгладбахской «Боруссии». 26 июля 2014 года дебютировал в третьей Лиге в матче против «Рот-Вайс Эрфурт». Был капитаном команды с лета 2015 года.
15 июня 2017 года Циммерман согласился присоединиться к английскому клубу «Норвич Сити» сроком на два года, после истечения его контракта с «Боруссией» Дортмунд II 1 июля 2017 года, вместе с главным тренером Даниелем Фарке. 5 августа 2017 года Циммерман дебютировал за «Норвич Сити» в ничейном матче против «Фулхэма» (1:1). 21 февраля 2018 года забил свой первый гол за «канареек» в матче с «Вулверхэмптон Уондерерс». Игра закончилась результативной ничьей — 2:2. Во второй половине сезона 2018/19 Циммерманн часто носил капитанскую повязку. В качестве капитана он забил в ворота «Миллуолла» и «Рединга». 9 июля 2019 года Циммерманн продлил свой контракт с «Норвич Сити» до 2023 года. 31 августа 2019 года Циммерманн дебютировал в Премьер-лиге за «Норвич Сити» против «Вест Хэм Юнайтед». 11 июля 2020 года Циммерманн после одного сезона на высшем уровне в Англии вылетел с клубом в Чемпионшип после проигрыша «Вест Хэм Юнайтед» 0:4. В сезоне 2020/21 количество игровых минут Циммерманна уменьшилось, во многом из-за травм.
20 июля 2022 года Циммерман вернулся в Германию, заключив трёхлетний контракт с клубом Второй Бундеслиги «Дармштадт 98».